# Quatre Cantons - Stade Pierre-Mauroy
Het metrostation Quatre Cantons - Stade Pierre-Mauroy (voorheen Quatre Cantons - Grand Stade) is het beginstation van metrolijn 1 van de metro van Rijsel, gelegen in de Noord-Franse gemeente Villeneuve-d'Ascq. Dit station is het eerste metrostation van de metro van Rijsel dat in gebruik genomen werd. François Mitterrand wijdde dit station in op 25 april 1983.
De naam Quatre Cantons komt van de gelijknamige buurtschap die zich in Villeneuve-d'Ascq bevindt. Naar aanleiding van de opening van het nieuwe voetbalstadion van Lille OSC werd de naam "Quatre Cantons" in de zomer van 2012 veranderd in "Quatre Cantons - Grand Stade".. Later veranderde het Grand Stade van naam en sindsdien heet deze halte "Quatre Cantons - Stade Pierre-Mauroy".

## Omgeving
Quatre Cantons - Stade Pierre-Mauroy bevindt zich naast de Université de Lille 1 en daarom zijn veel gebouwen in de omgeving bestemd voor studenten. Zo vindt men er verscheidene laboratoria en onderzoekinstituten.
Vanaf dit station kan men overstappen op negen buslijnen en er is eveneens een Vélopole-punt, waar men fietsen kan huren.

## Zie ook

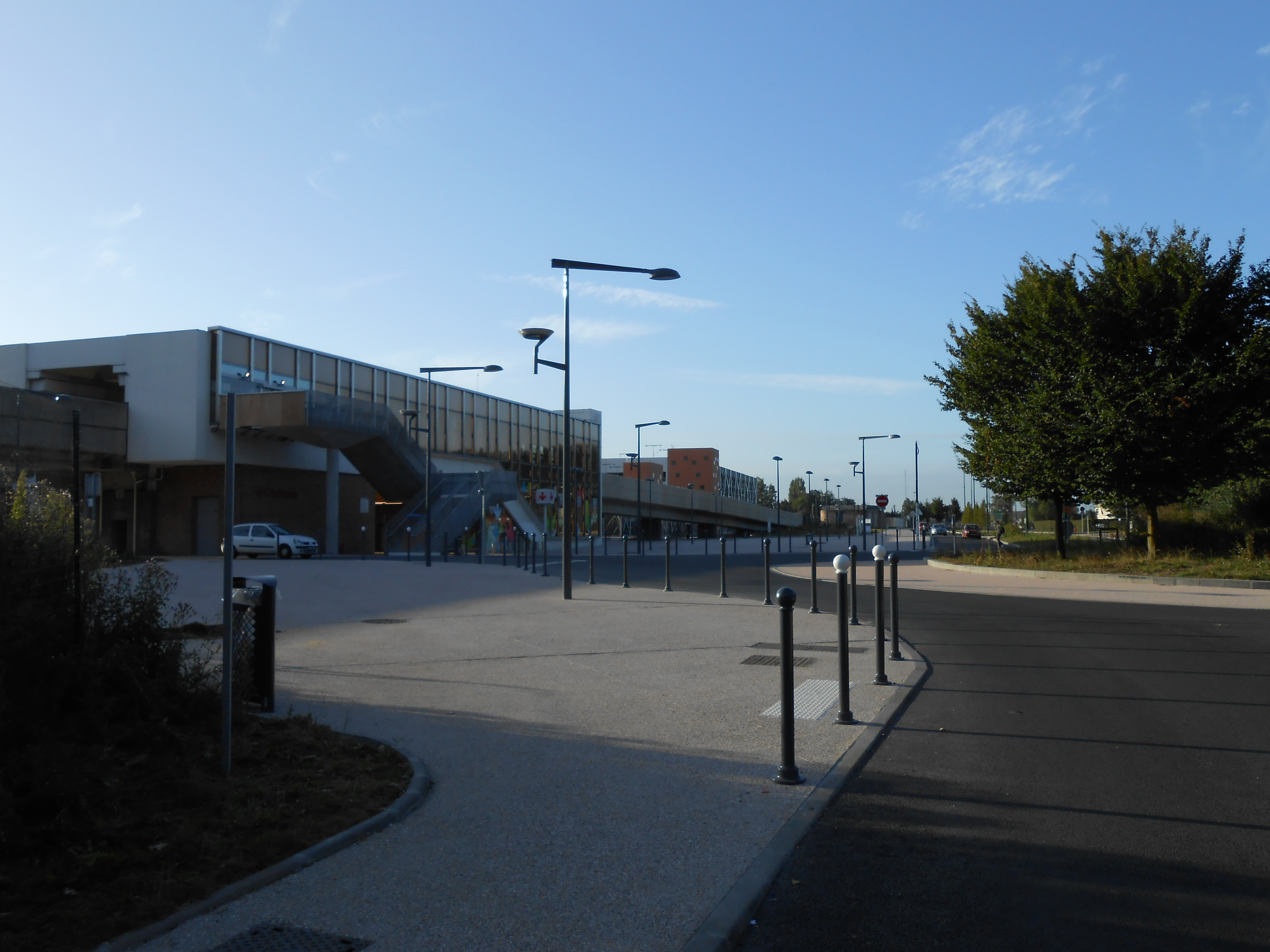
Metrostation Quatre Cantons - Stade Pierre-Mauroy